# 1,68
1,68 é o álbum debut do cantor croata Shorty. Foi lançado em 2004 pela gravadora Aquarius Records.

## Faixas
| #  | Title                        | Featured Guest(s)             | Time |
| -- | ---------------------------- | ----------------------------- | ---- |
| 1  | "Intro"                      |                               | 1:30 |
| 2  | "100,000- metaršezdesetosam" |                               | 3:23 |
| 3  | "Zeka"                       | Duško Čurlić                  | 4:16 |
| 4  | "MC"                         |                               | 3:43 |
| 5  | "Izdanje s Banje"            | Mirza Tetarić                 | 3:54 |
| 6  | "Ti si mi sve"               | General Woo and Andrea Čubrić | 4:45 |
| 7  | "Iza mene"                   |                               | 4:15 |
| 8  | "To je Hip Hop"              |                               | 3:56 |
| 9  | "Tuga (Čemu tuga čemu bol)"  | Berislav Crnković             | 3:28 |
| 10 | "Apel za mir"                | Edo Maajka                    | 4:36 |
| 11 | "Među nama"                  |                               | 3:02 |
| 12 | "Evergreen"                  | Baby Dooks                    | 3:56 |
| 13 | "Dođi u Vinkovce"            | Miroslav Štivić               | 4:59 |
| 14 | "Politika je kurva"          | SABA                          | 4:09 |
| 15 | "Hit"                        | Mirza Tetarić                 | 4:01 |
| 16 | "Božićna"                    | Remi (of Elemental)           | 4:12 |